# Gianni Corbi
Gianni Corbi (Avezzano, 6 febbraio 1926 – Roma, 31 luglio 2001) è stato un giornalista italiano.

## Biografia

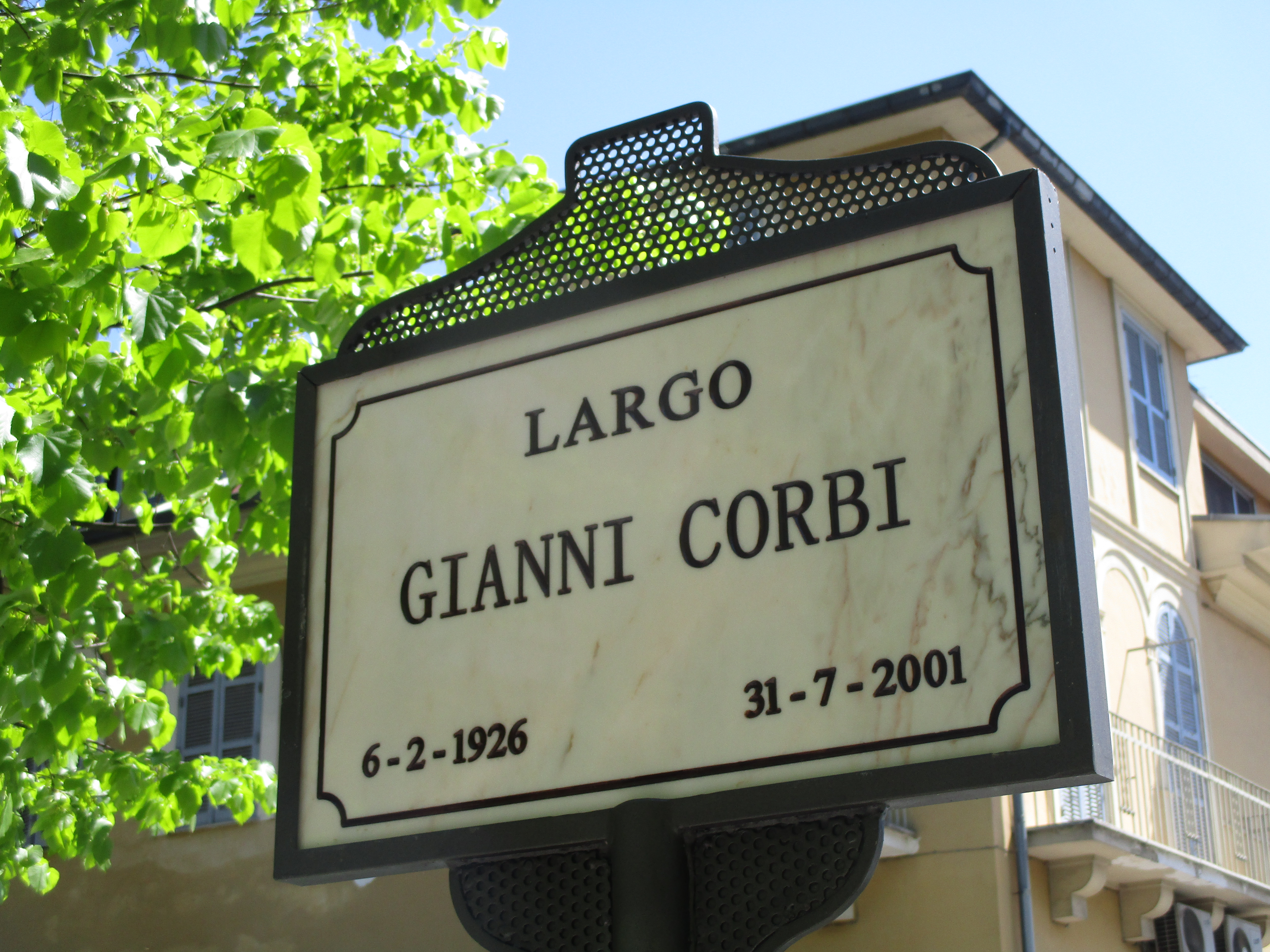
Targa di Largo Gianni Corbi ad Avezzano

Figlio di un avvocato abruzzese, da parte di madre è parente con gli scrittori Sandro De Feo e Nicola De Feo, zii materni. Nipote da parte di padre di Bruno Corbi, militante e futuro parlamentare del Partito Comunista Italiano.
Si trasferisce negli anni precedenti allo scoppio della Seconda guerra mondiale a Roma, al seguito della famiglia, diventando un attivo antifascista, e fondando, con i compagni di studio Ferdinando Agnini, Orlando Orlandi Posti e Nicola Rainelli, l'"Associazione degli studenti universitari", movimento repubblicano e clandestino.
Dopo l'armistizio del settembre 1943, le azioni di sabotaggio organizzate da Corbi si moltiplicano, e con Maurizio Ferrara dà vita al "Csa, comitato studentesco di agitazione".
Al termine della guerra Corbi si dedica al giornalismo, scrivendo per Il Messaggero e, grazie a contatti con Arrigo Benedetti, entra nel 1955, del neonato mensile L'Espresso, diretto dallo stesso Benedetti e con Eugenio Scalfari come vicedirettore, dove presto diviene caporedattore.
Nel marzo del 1968  diviene direttore della rivista sostituendo Scalfari, fino all'aprile del 1970. 
Nel 1971 fu tra i firmatari dell'appello contro il commissario Luigi Calabresi. Rimarrà al settimanale come direttore editoriale per 15 anni, fino all'età del pensionamento. Fu poi "garante del lettore" del quotidiano la Repubblica.
Il Dossier Mitrochin, al report nº 35, lo accusa di essere stato una spia al soldo del KGB da prima del 1972, circostanza che tuttavia non è mai stata provata ed è stata fermamente smentita dallo stesso Corbi. Nel 2002 Paolo Guzzanti, presidente della Commissione bicamerale incaricata di indagare sul dossier, chiarì definitivamente che Corbi e gli altri giornalisti coinvolti (tra cui Sandro Viola e Giuliano Zincone) erano «persone innocentissime».

## Riconoscimenti
Nel 2016 il comune di Avezzano ha intitolato un largo di piazza Torlonia al giornalista.